# 燃烧驱动
《燃烧驱动》是一部由世嘉和講談社聯合製作的跨媒體作品。漫畫版於2008年上半年開始連載，而同名的遊戲則於同年12月推出。

## 概要
遊戲和漫畫的主角不是同一人，不過他們同時都在兩部作品上出現。
漫畫
由同時負責同名遊戲人設的漫畫家岸本聖史繪畫。日本和臺灣分別於2008年4月4日創刊的《月刊少年Rival》和2009年10月創刊的《月刊新少年快報別冊》開始連載。各話標題均以「○TH BLAZE」表示。
遊戲
於2008年12月4日開始發售，遊戲形式類似卡片遊戲。主題曲是由PSYCHIC LOVER所唱的「Blaze Out！」，部分插畫由知名漫畫家如繪畫《南國少年奇小邪》的柴田亞美和《SOUL EATER 噬魂師》的大久保篤等人所繪。
如果玩家在發售早期購買遊戲的話可以獲得相關的特別漫畫第Ø冊。
此外，電玩雜誌法米通増刊號中的交叉評論單元（クロスレビュー）給予此作足以進入黃金殿堂（ゴールド殿堂）的分數。

## 世界觀及相關設定
故事舞臺位於20XX年的近未來東京，那兒由於成為實驗區而被劃分為若干區域。
神祕貼紙（Mystickers）
新環保能源的一種，由一名叫陽博士的人發明。
一般量產型的神祕貼紙都是由「NEXT」出產，至於稀有型的來源則是不明。
Blazer（Blazer）
一般人如果把神祕貼紙貼到身上的話會受到傷害，可是如果是Blazer的話則不會。
守護者（Guardians）
一個和Blazer相關的組織，專門對附和那些利用Blazer力量來作惡的人。
麒麟界（Qilin Realm）
擁有極稀有神祕貼紙麒麟的神祕組織，目前希望把大地帶到麒麟界。

## 登場角色

### 守護者
大地（Daichi）　配音員：KENN
漫畫版主角。
在一次被人襲擊時無意中覺醒為Blazer，之後加入守護者Ⅲ區支部。
美空（Misora）　配音員：井上麻里奈
在得知大地離開本來所住地的原因時決定幫助他而成因為守護者Ⅲ區支部的一員。
黑木（Kuroki）　配音員：三木眞一郎
邀請大地和志郎加入守護者的人。
雖然怕狗不過狗卻很粘他。
梅羅（Melon）
本人不是Blazer，不過可以發掘和分辨有潛質的Blazer並加以訓練。
志郎（Shiroh）　配音員：中村悠一
遊戲版主角。
隸屬Ⅺ區支部的成員，曾經和大地交換神祕貼紙。
小環（Tamaki）　配音員：齋藤千和
同樣隸屬Ⅺ區支部，是志郎的青梅竹馬。
喬納桑（Jonathan）　配音員：小西克幸
Ⅺ區支部部長。
天竺（Tenjik）
守護者Ⅲ區支部倉庫長。
由由佳（Yuyuka）
天竺的助手。

### 麒麟界
五柱
所有五柱的成員都擁有其中一個麒麟的神祕貼紙。
修我（Shuga）
神祕貼紙的擁有人。
Sumiya
紫式部（Murasaki Shikibu）
神祕貼紙的擁有人。
其他成員
凱涅（Kaine）
雖然一直自稱只有自己一個人行動，不過其實是麒麟界的一員。

## 外部連結
- （日語） 《燃烧驱动》官方網站
- （日語） 《月刊少年Rival》官方網站
- （日語）